# Rinaldo Pikoloti
Rinaldo Pikoloti (Hrvatska Poljana), bh. majstor borilačkih vještina, bh. reprezentativac u borilačkim športovima, danas trener u klubu borilačkih športova Favorit BH iz Bihaća, trener bh. juniorske kickboksačke reprezentacije, iz Hrvatske Poljane. talijanskog podrijetla

## Vanjske poveznice
- YouTube Intervju za FTV: Ema Bajrić i Rinaldo Pikoloti 25. rujna 2018.